# دوريس جان أوستين
دوريس جان أوستين (بالإنجليزية: Doris Jean Austin)‏ هي صحفية ومؤلفة أمريكية، ولدت في 1949 في موبيل في الولايات المتحدة، وتوفيت في 1994 بسبب سرطان الكبد.